# Ланъя
Ланъя́ (кит. упр. 琅琊, пиньинь Lángyá) — район городского подчинения городского округа Чучжоу провинции Аньхой (КНР).

## История
Во времена империи Суй на этих землях был образован уезд Цинлю (清流县), в котором разместились власти области Чучжоу (滁州). После основания империи Мин уезд был расформирован, а земли перешли под непосредственное управление областных властей. Сама область сначала находилась в подчинении Фэнъянской управы (凤阳府), а в 1389 году была выведена из подчинения управе и получила статус «непосредственно управляемой». После Синьхайской революции 1911 года в Китае была проведена реформа структуры административного деления, в ходе которой управы и области были упразднены; на землях, ранее напрямую управлявшихся областными властями, был создан уезд Чусянь (滁县).
После того, как во время гражданской войны эти места перешли под контроль коммунистов, в 1949 году был образован Специальный район Чусянь (滁县专区), и уезд вошёл в его состав. В 1956 году Специальный район Чусянь был расформирован, и уезд перешёл в состав Специального района Бэнбу (蚌埠专区).
В 1961 году Специальный район Чусянь был образован вновь, и уезд вернулся в его состав. В 1971 году Специальный район Чусянь был переименован в Округ Чусянь (滁县地区). В 1982 году уезд Чусянь был расформирован, а вместо него образован городской уезд Чучжоу (滁州市).
Постановлением Госсовета КНР от 20 декабря 1992 года были расформированы округ Чусянь и городской уезд Чучжоу, и образован городской округ Чучжоу; на месте бывшего городского уезда Чучжоу были образованы районы Ланъя и Наньцяо.

## Административное деление
Район делится на 9 уличных комитетов.